# 東町 (所沢市)
東町（ひがしちょう）は、埼玉県所沢市にある町名。単独町名で丁目の設定は無い。郵便番号は、359-1116。

## 地理
所沢市内の中央南部で西武鉄道（西武新宿線・西武池袋線）所沢駅の北側に位置する。 隣接する地区は、北に御幸町、北東に西新井町、東に旭町、南に日吉町、西に寿町がある。
地区内は、小金井街道（埼玉県道6号川越所沢線）とファルマン通り（埼玉県道337号久米所沢線）が交差するファルマン通り交差点付近を中心に、通り沿いに商店街が形成されている。

## 世帯数と人口
2017年（平成29年）9月30日現在の世帯数と人口は以下の通りである。
| 町丁 | 世帯数    | 人口    |
| ---- | --------- | ------- |
| 東町 | 1,250世帯 | 2,371人 |

## 交通

### 鉄道
- 西武鉄道（西武新宿線・西武池袋線）所沢駅（西口より約300m）。

### 道路
- 埼玉県道6号川越所沢線
- 埼玉県道337号久米所沢線

交差点
- ファルマン通りスクランブル交差点

バス
- 西武バス - 地区内のバス停は「東町」･「日吉町」

## 歴史
- 1968年（昭和43年）8月1日 - 住居表示実施により、大字所沢の一部から東町が成立する[4]。

## 施設
公共
- 七世橋

商業
- ファルマン通り商店街
- プロペ通り商店街（一部）
- TOCOTOCOSQUARE(旧イオン所沢店)
- グラシスタワー所沢

## 小・中学校の学区
市立小・中学校に通う場合の学区（校区）は以下の通り。
| 町丁 | 番・番地 | 小学校                     | 中学校                         |
| ---- | -------- | -------------------------- | ------------------------------ |
| 東町 | 全域     | 所沢市立所沢小学校（元町） | 所沢市立所沢中学校（けやき台） |

## 脚註
1. 1 2  “最新の人口について”.   所沢市 (2017年10月17日). 2017年10月20日閲覧。
2. 1 2  “郵便番号”.  日本郵便. 2017年10月20日閲覧。
3. ↑  “市外局番の一覧”.   総務省. 2017年5月29日閲覧。
4. ↑  『角川日本地名大辞典 11 埼玉県』 1089頁。
5. ↑  所沢市ホームページ 住所別通学区域一覧表 2011年3月閲覧